# Conștiința după moarte

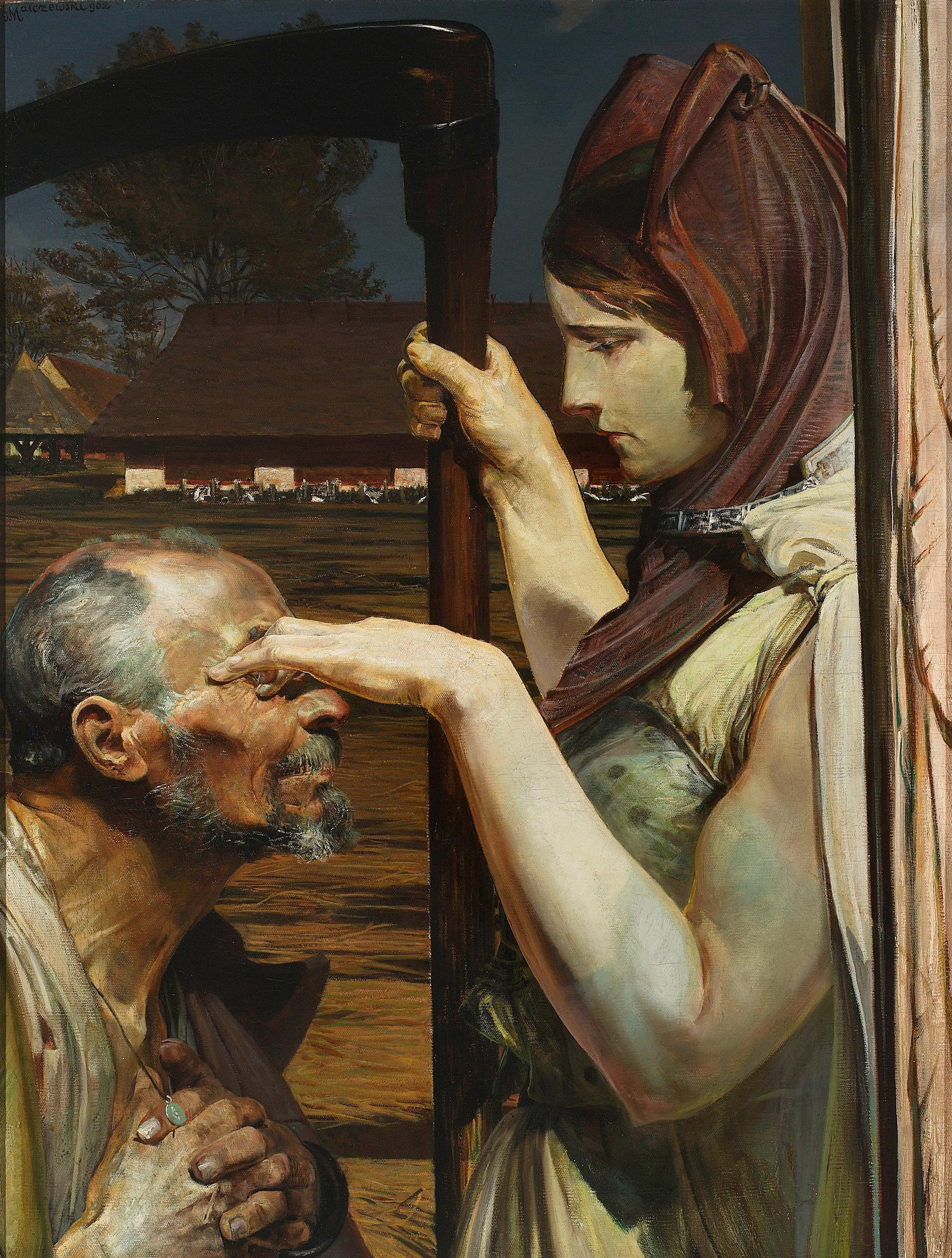
Śmierć („Moartea”), o pictură din 1902 de Jacek Malczewski

Conștiința după moarte este un subiect adesea discutat în societate și cultură, iar credința într-o formă de viață după moarte constituie un element central în multe religii. Cu toate acestea, cercetările științifice au evidențiat o legătură strânsă între funcțiile fiziologice ale creierului, a căror încetare definește moartea cerebrală, și stările de conștiință.

## Neuroștiință
Neuroștiința este un domeniu interdisciplinar vast, bazat pe premisa fundamentală că toate comportamentele și procesele cognitive, care constituie mintea, își au originea în structura și funcția sistemului nervos, în special în creier. Din această perspectivă, mintea poate fi considerată un ansamblu de operațiuni realizate de creier.
Există multe dovezi care susțin acest punct de vedere, cum ar fi:
- Corelații neuroanatomice: În cadrul neuroimagisticii, oamenii de știință folosesc diverse metode de neuroimagistică funcțională pentru a măsura aspecte ale funcției cerebrale care se corelează cu anumite stări mentale sau procese.
- Manipulări experimentale: Studiile corelaționale de neuroimagistică nu pot stabili dacă activitatea neuronală joacă un rol cauzal în apariția proceselor mentale (corelația nu implică cauzalitate), nici dacă activitatea neuronală este necesară sau suficientă pentru ca aceste procese să apară. Identificarea cauzalității și a condițiilor necesare și suficiente necesită manipulări experimentale explicite ale activității respective. Dacă manipularea activității cerebrale modifică conștiința, atunci se poate deduce un rol cauzal pentru acea activitate cerebrală.[6][7] Două dintre cele mai comune tipuri de experimente de manipulare sunt experimentele de pierdere a funcției și cele de câștig de funcție. Într-un experiment de pierdere a funcției (cunoscut și sub numele de „necesitate”), o parte a sistemului nervos este diminuată sau îndepărtată în încercarea de a determina dacă este necesară pentru ca un anumit proces să aibă loc. În contrast, un experiment de câștig de funcție (cunoscut și sub numele de „suficiență”) implică creșterea unui aspect al sistemului nervos peste nivelul normal.[8] Manipularea activității cerebrale poate fi realizată în mai multe moduri:

- Manipularea farmacologică: Aceasta implică utilizarea diverselor medicamente care modifică activitatea neuronală prin interferența cu neurotransmisia, rezultând în schimbări ale percepției, stării de spirit, conștiinței, cogniției și comportamentului. Medicamentele psihoactive sunt clasificate în diferite grupe în funcție de efectele lor farmacologice:
- Euforizante: Induc sentimente de euforie.
- Stimulante: Îmbunătățesc temporar funcțiile mentale sau fizice.
- Depresive: Deprimă sau reduc excitarea sau stimularea.
- Halucinogene: Pot provoca halucinații, anomalii de percepție și alte modificări substanțiale subiective ale gândurilor, emoțiilor și conștiinței.
- Stimulările electrice și magnetice: Acestea folosesc diverse metode și tehnici electrice, cum ar fi stimularea magnetică transcraniană. Într-o revizuire cuprinzătoare a rezultatelor stimulării electrice a creierului (EBS) obținute în ultimii 100 de ani, neurologii Aslihan Selimbeyoglu și Josef Parvizi au compilat o listă cu numeroase fenomene subiective experiențiale și modificări comportamentale cauzate de stimularea electrică a cortexului cerebral sau a nucleelor subcorticale la subiecți umani treji și conștienți.
- Manipularea optogenetică: Implică utilizarea luminii pentru a controla neuronii care au fost sensibilizați genetic la lumină.

- Simptomele leziunii cerebrale: Examinarea studiilor de caz, cum ar fi cazul lui Phineas Gage, și a leziunilor reprezintă surse valoroase de informații despre impactul deteriorării cerebrale asupra funcțiilor mentale. O varietate de simptome au fost documentate în literatura de specialitate.[10][11]
- Dezvoltarea mentală și corelația cu dezvoltarea creierului: Creierul se dezvoltă conform unei secvențe complexe de etape, iar această dezvoltare este strâns legată de apariția diverselor capacități mentale.[12][13][14] Perturbările în procesul de creștere și dezvoltare a creierului pot duce la apariția diferitelor tulburări de neurodezvoltare.

## Moartea
Moartea reprezintă sfârșitul permanent al tuturor funcțiilor biologice care susțin viața unui organism. Nu mai este definită doar prin încetarea bătăilor inimii (stop cardiac) și a respirației, deoarece resuscitarea cardiopulmonară (RCP) și defibrilarea promptă pot, uneori, să le repornească pe ambele. În medicina modernă, atunci când este necesară o definiție clară a momentului morții, medicii și legiștii se bazează de obicei pe conceptul de moarte cerebrală sau moarte biologică pentru a declara o persoană decedată. Moartea cerebrală este definită ca pierderea totală și ireversibilă a funcțiilor creierului, inclusiv a activității involuntare necesare pentru menținerea vieții.

## Experiență aproape de moarte (NDE)
O experiență aproape de moarte (NDE) este o experiență personală asociată cu moartea iminentă, care include o varietate de senzații posibile. Unele interpretări din domeniul neuroștiinței sugerează că NDE poate fi o stare halucinatorie provocată de diverși factori neurologici, cum ar fi anoxia cerebrală, hipercarbia, activitatea anormală a lobilor temporali și leziunile cerebrale. Cu toate acestea, natura exactă a acestor experiențe nu este acceptată universal.